# Plaquettes de natation

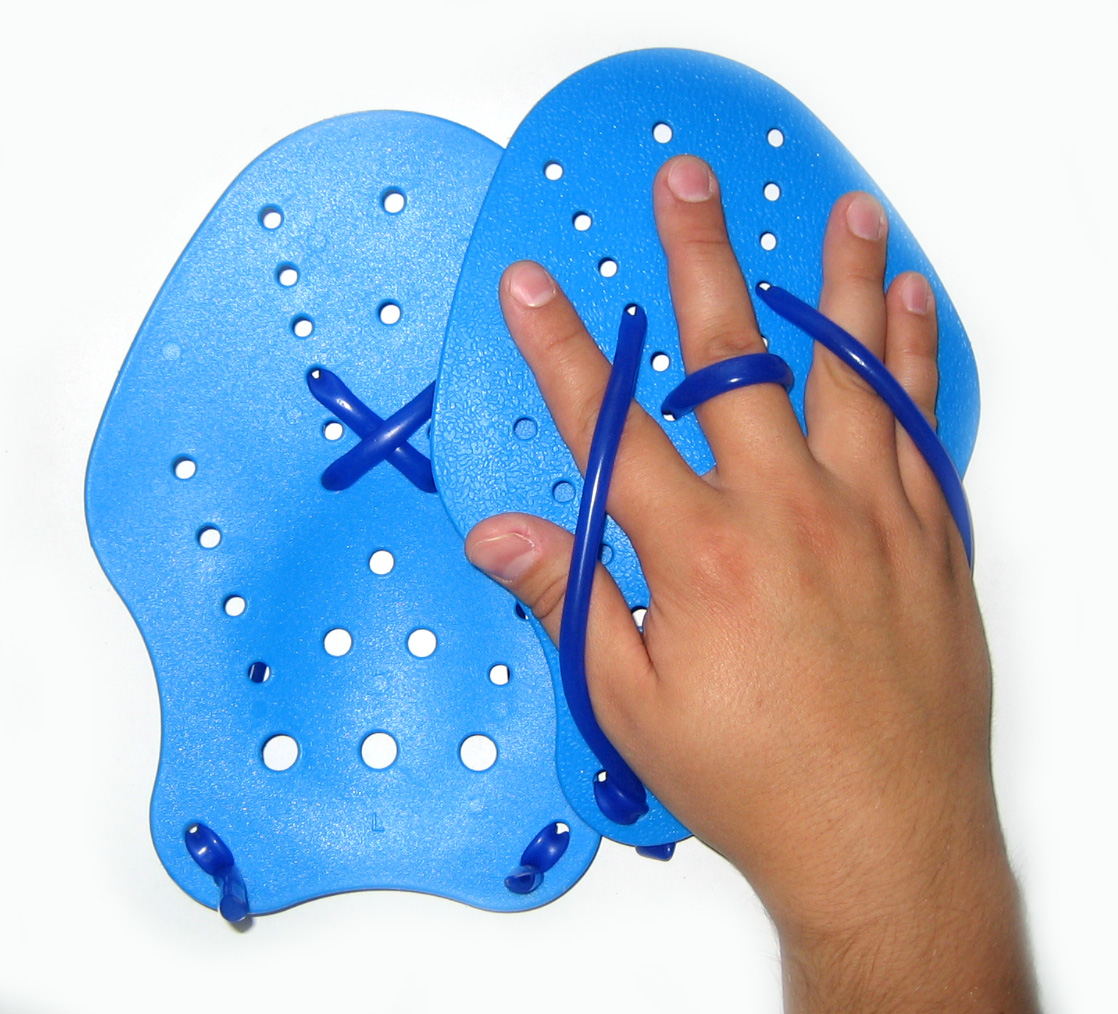
Plaquettes de natation

Les plaquettes de natation sont des plaques en plastique portées sur la paume du nageur et attachées sur le dos de la main du nageur avec des cordons élastiques. Elles sont souvent perforées avec un schéma de trous. Les plaquettes sont utilisées dans les entraînements de natation ainsi que pendant les entraînements et les compétitions de swimrun, sport combinant trail et nage en eau libre.

## Histoire
Les plaquettes de natation sont inventées par Benjamin Franklin au XVIIIe siècle,.

## Utilisation
Les plaquettes sont souvent utilisées avec un pull-buoy pour renforcer le haut du corps. La poignée des plaquettes augmente la résistance de la main lorsqu'elle essaie de se déplacer dans l'eau pendant la partie efficace du bras - la partie de la course décrite comme "tirer". Cela donne au nageur beaucoup plus de propulsion vers l'avant du coup de bras que ne ferait une main nue, et offre une sensation de traction. Il améliore également la sensation de «capture» du nageur, la phase avant la traction, où la main tourne à partir d'une position simplifiée pour saisir l'eau et commencer l'attraction. Si la main attrape ou s'allonge à un angle incorrect, la résistance augmentée de la plaquette aggravera le moment de la torsion des résultats, ce qui rend le défaut plus clair au nageur. La charge considérablement accrue imposée par la plaquette sur le bras et les épaules peut entraîner des douleurs et un risque accru de blessures, de sorte que les entraîneurs ne conseillent qu'une utilisation limitée des plaquettes et que l'utilisation soit interrompue si le nageur ressent une douleur à l'épaule. De ce fait, elle est également déconseillée pour les jeunes enfants.